# Wan Zack Haikal
Wan Zack Haikal (Pahang, 28 de enero de 1991) es un futbolista malasio que se desempeña como centrocampista.
Wan Zack Haikal jugó 29 veces y marcó 4 goles para la selección de fútbol de Malasia.

## Trayectoria

### Clubes
| Club                  | País       | Año         |
| --------------------- | ---------- | ----------- |
| Felda United          | Malasia    | 2007 - 2008 |
| Harimau Muda B        | Malasia    | 2007 - 2011 |
| Harimau Muda A        | Malasia    | 2012 - 2013 |
| FC ViOn Zlaté Moravce | Eslovaquia | 2011        |
| FC Ryukyu             | Japón      | 2013 - 2014 |
| Kelantan FA           | Malasia    | 2014 - 2016 |
| Felda United          | Malasia    | 2017 -      |

### Selección nacional
| Selección | País    | Año    |
| --------- | ------- | ------ |
| Absoluta  | Malasia | 2012 - |

## Estadística de equipo nacional
| Selección de fútbol de Malasia | Selección de fútbol de Malasia | Selección de fútbol de Malasia |
| Año                            | Part.                          | Goles                          |
| ------------------------------ | ------------------------------ | ------------------------------ |
| 2012                           | 9                              | 3                              |
| 2013                           | 1                              | 0                              |
| 2014                           | 0                              | 0                              |
| 2015                           | 6                              | 0                              |
| 2016                           | 3                              | 0                              |
| 2017                           | 6                              | 0                              |
| 2018                           | 3                              | 1                              |
| Total                          | 29                             | 4                              |